# Куп европских изазивача у рагбију 2002/03.
Куп европских изазивача у рагбију 2002/03. (службени назив: 2002–03 European Rugby Challenge Cup) је било 7. издање овог другог по квалитету, европског клупског рагби такмичења. 
Учествовале су 32 рагби екипе из Европе, а на крају су Воспси освојили титулу, пошто су у финалу у Редингу савладали Бат.

## 1. коло
Прве утакмице
Гран Парма - Бат 3-40
Ебв Вејл - Монтаубан 20-16
Кефили - Харлеквинс 20-73
Динамо - Сараценс 11-87
Рома - Понтиприд 18-60
Бенетон - Кастр 22-9
Лаквила - Коломије 14-58
Петрарка Падова - Лидс 23-29
Мадрид - Бордерс 22-73
Ла Моралеја - Бордо 31-37
Овермах Парма - Воспс 24-40
Гренобл - Њукасл 12-19
Монт де Марсан - Конот 12-26
По - Бриџенд 18-6
Ровиго - Стад Франс 6-64
Рагби Силеа - Нарбон 23-34
Друге утакмице
Бордерс - Мадрид 77-15
Бат - Гран Парма 57-19
Понтиприд - Рома 83-8
Конот - Монт де Марсан 47-29
Харлеквинс - Керфили 31-27
Бриџенд - По 27-9
Бордо - Ла Моралеја 33-15
Стад Франс - Ровиго 81-20
Кастр - Бенетон 17-33
Коломије - Лаквила 75-5
Монтаубан - Ебв вејл 29-16
Нарбон - Силеа 41-14
Лидс - Петрарка Падова 52-13
Њукасл - Гренобл 33-17
Воспс - Овермах Парма 42-0
Сараценс - Динамо Букурешт 151-0

## 2. коло
Прве утакмице
Бриџенд - Бат 28-26
Бенетон - Њукасл 27-8
Харлеквинс - Стад Франс 0-26
Понтиприд - Лидс 37-23
Монтаубан - Бордерс 19-16
Нарбон - Конот 42-27
Воспс - Бордо 43-6
Сараценс - Коломије 16-6
Друге утакмице
Бордерс - Монтаубан 6-12
Бат - Бриџенд 38-10
Лидс - Понтприд 19-19
Бордо - Воспс 23-29
Стад Франс - Харлеквинс 29-12
Коломије - Сараценс 19-30
Њукасл - Бенетон 35-5
Конот - Нарбон 23-7

## Четвртфинале
Прве утакмице
Конот - Понтиприд 30-35
Монтаубан - Бат 27-24
Воспс - Стад Франс 35-22
Сараценс - Њукасл 31-10
Друге утакмице
Бат - Монтаубан 24-18
Понтиприд - Конот 12-9
Стад Франс - Воспс 12-27
Њукасл - Сараценс 31-29

## Полуфинале
Прве утакмице
Воспс - Понтприд 34-19
Сараценс - Бат 38-30
Друге утакмице
Понтиприд - Воспс 17-27
Бат - Сараценс 27-19

## Финале
| Бат | 30 - 48 | Воспс |
| --- | ------- | ----- |
|     |         |       |

| Победник Челинџ купа у рагбију 2003. |
| ------------------------------------ |
| Воспс 1. титула                      |

## Статистика
Највише поена
- Оли Баркли 118, Бат

Највише есеја
- Том Шенклин 8, Сараценс